# Roš Curim
Roš Curim (hebrejsky רֹאשׁ צוּרִים‎, doslova „Vrchol skal“, v oficiálním přepisu do angličtiny Rosh Zurim nebo Rosh Tzurim) je izraelská osada a kibuc na Západním břehu Jordánu v distriktu Judea a Samaří a v Oblastní radě Guš Ecion.

## Geografie
Nachází se v nadmořské výšce 940 metrů v severní části Judska a v centrální části Judských hor. Roš Curim leží cca 8 kilometrů jihozápadně od města Betlém, cca 15 kilometrů jihozápadně od historického jádra Jeruzalému a cca 55 kilometrů jihovýchodně od centra Tel Avivu. Na dopravní síť Západního břehu Jordánu je napojena pomocí lokální komunikace do sousední obce Alon Švut a z ní pak prostřednictvím místní silnice číslo 367 vyúsťuje do silnice číslo 60 - hlavní severojižní tepny Judska.
Roš Curim je součástí územně kompaktního bloku izraelských sídel zvaného Guš Ecijon, který je tvořen hustou sítí izraelských vesnic a měst. Uvnitř bloku se ale nacházejí i některé palestinské sídelní enklávy. Neblíže k Roš Curim je to město Nahalin necelé 2 kilometry na severu.

## Dějiny

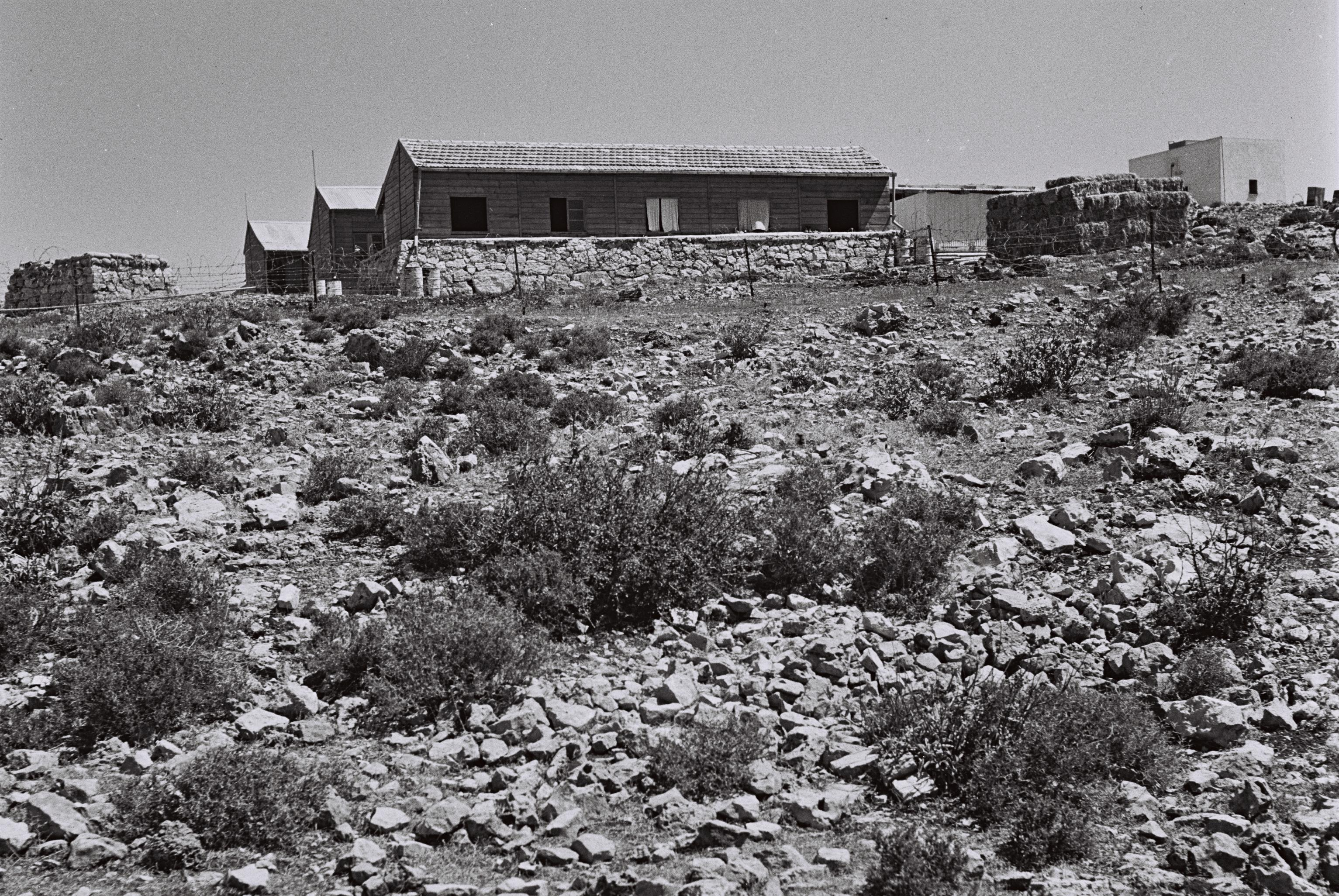
Původní židovská vesnice Ejn Curim na fotografii z roku 1947.

Roš Curim byl založen v roce 1969. Leží v oblasti historického bloku Guš Ecion, který má tradici moderního židovského osídlení ještě z doby před vznikem současného státu Izrael. Na místě stávající osady už v roce 1946 vznikla židovská vesnice Ejn Curim, jedna ze čtyř zdejších židovských osad, které byly pak zničeny a vysídleny v roce 1948 během první arabsko-izraelské války.
Nynější osada Roš Curim mohla být zřízena až po dobytí Západního břehu Jordánu izraelskou armádou, tedy po roce 1967 a její jméno částečně upomíná na zničenou vesnici Ejn Curim, která byla mezitím znovuvybudována ve vlastním Izraeli. Už 24. září 1967 oznámil na zasedání izraelské vlády premiér Levi Eškol, že v oblasti Guš Ecion bude obnoveno izraelské osídlení. K faktickému zřízení staronové obce došlo v roce 1969. První stálí obyvatelé se sem nastěhovali v létě 1969.
Územní plán obce předpokládal výstavbu 160 bytů v 1. fázi (plně realizováno) a dalších 100 bytových jednotek v 2. fázi (realizováno zatím z poloviny). V obci působí synagoga, mikve, dvě mateřské školy a základní škola. Střední a vyšší školství je k dispozici v okolních osadách. Přímo v Roš Curim ještě funguje dívčí střední náboženská škola Ulpanat Orot Ecion a také zvláštní škola Sadnat Šiluv. V Roš Curim je k dispozici obchod se smíšeným zbožím, sportovní zařízení a veřejná knihovna. Obec je napojena na síť veřejné autobusové dopravy provozované firmou Egged. Význam zemědělství v místní ekonomice již je omezen. Ve vesnici se koná každoroční festival sklizně třešní, ale vlastní kibuc Roš Curim už prošel privatizací a nefunguje jako kolektivní zemědělská osada. Součástí proměny z agrární komuny na rezidenční sídlo je i výstavba nové čtvrti Nof Curim (Nof Tzurim), která se má z počátečních 35 rodin rozrůst až na 100 domácností.
Počátkem 21. století byl Roš Curim stejně jako téměř celá oblast Guš Ecion zahrnut do bezpečnostní bariéry a má být oddělena od okolních palestinských území.
11. února 2001 byl během druhé intifády zastřelen ve svém automobilu jeden obyvatel Roš Curim, když se vracel z Jeruzalému.

## Demografie
Obyvatelstvo obce Roš Curim je v databázi rady Ješa popisováno jako nábožensky založené. Podle údajů z roku 2014 tvořili naprostou většinu obyvatel Židé (včetně statistické kategorie "ostatní", která zahrnuje nearabské obyvatele židovského původu ale bez formální příslušnosti k židovskému náboženství).
Jde o menší obec vesnického typu s populací, která po dlouhodobé stagnaci začala po roce 2004 výrazně narůstat. K 31. prosinci 2014 zde žilo 910 lidí. Během roku 2014 populace stoupla o 0,2 %.
| Rok            | 1985 | 1986 | 1987 | 1988 | 1989 | 1990 | 1991 | 1992 | 1993 | 1994 | 1995 | 1996 | 1997 | 1998 | 1999 | 2000 |
| -------------- | ---- | ---- | ---- | ---- | ---- | ---- | ---- | ---- | ---- | ---- | ---- | ---- | ---- | ---- | ---- | ---- |
| Počet obyvatel | 235  | 232  | 248  | 261  | 279  | 269  | 246  | 232  | 245  | 269  | 269  | 251  | 292  | 299  | 290  | 265  |

| Rok            | 2001 | 2002 | 2003 | 2004 | 2005 | 2006 | 2007 | 2008 | 2009 | 2010 | 2011 | 2012 | 2013 | 2014 |
| -------------- | ---- | ---- | ---- | ---- | ---- | ---- | ---- | ---- | ---- | ---- | ---- | ---- | ---- | ---- |
| Počet obyvatel | 244  | 247  | 263  | 298  | 364  | 422  | 470  | 550  | 555  | 605  | 728  | 855  | 908  | 910  |